# Westliche Erlsbacher Spitze
Die Westliche Erlsbacher Spitze ist ein 3035 m ü. A. hoher Berggipfel des Panargenkamms in der Venedigergruppe. Der Gipfel liegt im Nordwesten Osttirols in der Gemeinde St. Jakob in Defereggen.

## Geschichte
Die beiden Erlsbacher Spitzen scheinen in fast allen Kartenwerken und der Führerliteratur lediglich als Höhenkoten auf. Erst nach dem Jahr 2000 veranlassten Mitglieder des Lienzer Alpenvereins die Benennung.

## Lage
Die Westliche Erlsbacher Spitze befindet sich am Südostgrat der Alplesspitze (3149 m ü. A.) zwischen deren Ostgipfel (3067 m ü. A.) im Nordwesten und der Östliche Erlsbacher Spitze (3015 m ü. A.) im Südosten. Im Westen befindet sich das Kar des Alplesboden mit den Alplesseen, das nach Süden hin zum Schwarzachtal abfällt. Der Nordwest- und der Südostgrat fallen nach Nordosten steil zum Trojeralmtal ab.

## Aufstiegsmöglichkeiten
Der Aufstieg auf die Westliche Erlsbacher Spitze erfolgt zunächst am einfachsten analog zum Normalweg auf die nahe Seespitze. Hierzu folgt man von der Jägerstube in St. Jakob Innerberg dem markierten Weg zur Seespitzhütte und um den Oberseitsee bis zu einer rund 2900 m ü. A. Stelle am Südgrat der Seespitze. Dort quert man oberhalb ins Kar mit den Alplesseen und steigt danach über den Nordwestgrat zur Westlichen Erlsbacher Spitze auf.